# وگا دو رنگس
وگا دو رنگس (به اسپانیایی: Vega de Rengos) یک منطقهٔ مسکونی در اسپانیا است که در آستوریاس واقع شده‌است.